# Terhességi-gyermekágyi segély
A terhességi-gyermekágyi segély (röviden: tgyás vagy tgyes) a gyermekvállalás szociális kockázatát enyhítő biztosítási típusú, azaz kizárólag a biztosítottaknak járó, havi rendszerességű, jövedelemarányos pénzbeli ellátás, mely az anya jövedelemkiesését hivatott pótolni a szülési szabadság időtartama alatt.
A terhességi-gyermekágyi segély helyébe 2015-től a csecsemőgondozási díj lépett.

## Jogosultság
A terhességi-gyermekágyi segély annak jár, aki a szülést megelőző két éven belül 365
napon át biztosított volt, és
- a biztosítás fennállása alatt, vagy
- a biztosítás megszűnését követő 42 napon belül, vagy
- a biztosítás megszűnését követően 42 napon túl táppénz illetőleg baleseti táppénz folyósításának ideje alatt (vagy a folyósítás megszűnését követő 28 napon belül) szült.[4]

A tgyás a szülési szabadságnak megfelelő időtartamra jár.
A jogosultsági feltételek fennállása esetén sem jár a terhességi-gyermekágyi segély, ha nincsen jövedelemkiesés, amelyet az egészségbiztosítási ellátásnak kellene pótolnia,
azaz nem jár terhességi-gyermekágyi segély:
- a szülési szabadságnak arra a tartamára, amelyre a jogosult a teljes keresetét megkapja,
- illetve ha a jogosult bármilyen jogviszonyban díjazás ellenében munkát végez,[7] vagy hatósági engedélyhez kötött keresőtevékenységét személyesen folytatja.

## Igénylése
A tgyás iránti igényt
- foglalkoztatott esetén szóban vagy írásban a foglalkoztatónál,[8]
- ha munkáltató jogutód nélkül megszűnt, a lakóhely szerint illetékes egészségbiztosítási pénztárnál,
- egyéni vállalkozó esetén írásban[9] a telephelye szerint illetékes megyei egészségbiztosítási pénztárnál kell bejelenteni.

Amennyiben az igénybenyújtáskor még nem született meg a gyermek, akkor csatolni kell
- a terhesállományba vételt igazoló orvosi igazolást,
- a terhesgondozási könyvet.

A gyermek születése napjától kezdődően igényelt ellátás esetén csatolni kell
- a szülést igazoló kórházi igazolást,
- a gyermek eredeti születési anyakönyvi kivonatát, ha a szülés nem kórházban történt.

Örökbefogadás esetén csatolandó
- az örökbefogadásról szóló gyámhatósági határozat és
- az örökbefogadási szándékról szóló igazolás.

Terhességi-gyermekágyi segélyt visszamenőleg legfeljebb 6 hónapra lehet igényelni, azaz az ellátást legkorábban az igénybejelentés napját megelőző 6. hónap első napjától lehet megállapítani.

## Összege
A tgyás alapja a naptári napi átlagkereset, melynek megállapítása kétféle módon történhet:
- Amennyiben van az anyának 180 napi jövedelme az ún. irányadó időszakban,[10] akkor

a tgyás alapját a táppénzre vonatkozó rendelkezések szerint állapítják meg.
- Amennyiben az anya nem rendelkezik 180 naptári napi, figyelembe vehető jövedelemmel, akkor

a terhességi-gyermekágyi segély alapja a jogosultság kezdő napján érvényes minimálbér kétszeresének harmincad része.
A terhességi-gyermekágyi segély a jövedelem napi átlagának 70%-a.
A terhességi-gyermekágyi segélyből a jogszabály szerint (adókedvezményeket figyelembe véve) számított személyi jövedelemadó-előleget a folyósító szerv levonja. A terhességi-gyermekágyi segély után egészségbiztosítási járulékot nem kell fizetni.

## Folyósítás
A terhességi-gyermekágyi segély iránti igényt
- a társadalombiztosítási kifizetőhellyel rendelkező munkáltató esetében a kifizetőhely,
- egyéb esetben a foglalkoztató[12] székhelye, telephelye szerint illetékes egészségbiztosítási pénztár bírálja el és folyósítja.

A terhességi-gyermekágyi segélyt havonta utólag folyósítja – az igénylő kérelme szerint postai úton vagy bankszámlára utalással – a kifizetőhely a bérfizetési napon, az egészségbiztosítási pénztár pedig a tárgyhónapot követő hó 10. napjáig.

## Méltányosság
A társadalmi szolidaritás elve alapján az egészségbiztosítónak lehetősége van arra, hogy abban az esetben, ha a szülő nem rendelkezik a tgyás folyósításához szükséges biztosítási idővel, meghatározott keretek között méltányosságot gyakorolva, az általános szabályoktól eltérően megállapítsa a tgyásra való jogosultságot annak is, aki arra nem lenne jogosult.
A pénzbeli ellátások méltányosságon alapuló engedélyezése iránti kérelmet a szülő foglalkoztatója szerint illetékes megyei egészségbiztosítási pénztárhoz kell benyújtani.

## Választás a különböző ellátások között
A jogszabályi feltételek fennállása esetén a szülőnek az ellátás igénylésekor figyelemmel kell lennie arra, hogy amennyiben ugyanazon biztosítási jogviszony alapján egyidejűleg
- terhességi-gyermekágyi segélyre,
- táppénzre vagy baleseti táppénzre,
- gyermekgondozási támogatásra (gyermekgondozási segély és gyermeknevelési támogatás), illetve
- gyermekgondozási díjra

is jogosult, választása szerint csak az egyik ellátást veheti igénybe.
A közös háztartásban élő gyermek után a szülők választása szerint csak az egyik szülő jogosult táppénzre, gyermekgondozási díjra.
Arra azonban lehetőség van, hogy a felsorolt ellátások között a biztosított a folyósítás során is válasszon. Az egyik ellátás folyósítása alatt választott újabb ellátást a választás napjától – a korábban folyósított ellátás folyósításának megszüntetésével – lehet megállapítani és folyósítani.

## Kapcsolódó tudnivalók
- A gyermekvállalással járó plusz terhek könnyítésére ma már lehetőség van arra is, hogy az apa a gyermeke születésekor távolléti díjjal kifizetett öt munkanap munkaidő-kedvezményt vegyen igénybe, amelyet legkésőbb a születést követő második hónap végéig, kérésének megfelelő időpontban kell kiadni.
- A terhességi-gyermekágyi segély után nem kell sem százalékos mértékű, sem tételes egészségügyi hozzájárulást fizetni.
- A terhességi-gyermekágyi segély folyósításának idejét a nyugdíjjogosultsághoz szükséges szolgálati időként kell figyelembe venni.
- Az egészségbiztosítás egészségügyi szolgáltatásaira a terhességi-gyermekágyi segélyben részesültek akkor is jogosultak, ha nem biztosítottak.
- A gyermektartásdíj, valamint a jogalap nélkül felvett egészségbiztosítási ellátás végrehajtása érdekében legfeljebb a terhességi-gyermekágyi segély 33%-a vonható le a fizetésre kötelezett személytől.
- Nem köteles költségtérítést fizetni az a 2006. december 1-je előtt hallgatói jogviszonyt létesítő hallgató, aki az adott oktatási időszak első napján gyermekgondozási díjban részesült.

## Statisztika
| Év   | Terhességi-gyermekágyi segélyre kifizetett összeg (millió Ft) | A terhességi-gyermekágyi segélyt igénybe vevők havi átlagos száma (fő) |
| ---- | ------------------------------------------------------------- | ---------------------------------------------------------------------- |
| 2002 | 15 777                                                        | 25 436                                                                 |
| 2003 | 20 207                                                        | 27 427                                                                 |
| 2004 | 23 433                                                        | 28 004                                                                 |
| 2005 | 27 299                                                        | 29 849                                                                 |
| 2006 | 30 702                                                        | 30 451                                                                 |
| 2007 | 33 147                                                        | 29 253                                                                 |
| 2008 | 36 468                                                        | 29 221                                                                 |
| 2009 | 38 728                                                        | 29 230                                                                 |
| 2010 | 37 539                                                        | 27 289                                                                 |
| 2011 | 35 770                                                        | 24 769                                                                 |

## Lásd még
- Anyasági támogatás

## Külső hivatkozások
- Nemzeti Jogszabálytár
- Központi Statisztikai Hivatal
- Magyar Közlöny
- Országos Egészségbiztosítási Pénztár Gyermekvállalás támogatása – Terhességi-gyermekágyi segély
- Velvet – Poronty – Gyermekszületéssel kapcsolatos anyagi juttatások

## Kiegészítések
1. ↑  A terhességi-gyermekágyi segélyre jogosultsághoz szükséges előzetes 365 napi biztosítási időnek nem kell folyamatosnak lennie, bele kell számítani:
  - a biztosítás megszűnését követő táppénz, baleseti táppénz, terhességi-gyermekágyi segély, gyermekgondozási díj folyósításának idejét,
  - a közép- vagy felsőfokú oktatási intézmény nappali tagozatán egy évnél hosszabb ideig folytatott tanulmányok idejét.
2. ↑  Hatálybalépésekor a törvény még 180 nap biztosítási időt írt elő, azonban ezt a 2009. évi LXXIX. törvény 40. §-a 2010. május 1. hatállyal 365 napra emelte.
3. ↑  Az egészségbiztosítás rendszerében biztosítottnak minősülő személyek körét tételesen a társadalombiztosítás ellátásaira és a magánnyugdíjra jogosultakról, valamint e szolgáltatások rendeltetéséről szóló 1997. évi LXXX. törvény határozza meg. Ennek alapján biztosítottnak tekinthetők például a munkavállalók, a köztisztviselők, vagy a közalkalmazottak, valamint igénybe vehetik a társadalombiztosítás ellátásait többek között a munkanélküli járadékban részesülők is.
4. ↑  Terhességi-gyermekágyi segélyre jogosult az a biztosított nő is, aki örökbefogadási szándékkal vette gondozásba a csecsemőt abban az esetben, ha a jogosultsági feltételekkel a gondozásba vétel napján rendelkezik.
5. ↑  A terhes, illetve szülő nőt 24 hét szülési szabadság illeti meg, amelyet úgy kell kiadni, hogy abból 28 nap lehetőleg a szülés várható időpontja elé essen. A szülési szabadság tehát legkésőbb a szülés napjával kezdődik, ezért a terhességi-gyermekágyi segélyre jogosultság kezdő napja a szülés várható időpontját megelőző 28 nap bármelyike lehet, de legkésőbb a szülés napja.
6. ↑  Annak, aki a keresetét részben kapja meg, csak az elmaradt keresete után jár terhességi-gyermekágyi segély.
7. ↑  Kivéve a szerzői jog védelme alatt álló alkotásért járó díjazást és a személyi jövedelemadó-mentes tiszteletdíjat
8. ↑  Az igénybejelentést abban az esetben is a foglalkoztatóhoz kell benyújtani, ha az anya a biztosítás megszűnését követően igényel gyermekgondozási díjat.
9. ↑  „Igénybejelentés táppénz, terhességi-gyermekágyi segély, gyermekgondozási díj, baleseti táppénz igényléséhez” elnevezésű nyomtatványon.
10. ↑  Irányadó időszak: a megelőző naptári év első napjától a terhességi gyermekágyi segélyre való jogosultságot megelőző napjáig.
11. ↑  2007-ben 131 000 Ft
12. ↑  A társadalombiztosítási kifizetőhelyet nem működtető foglalkoztató a terhességi-gyermekágyi segélyhez „Foglalkoztatói Igazolás”-t állít ki, és a biztosított által benyújtott igazolásokkal együtt 3 munkanapon belül a székhelye szerint illetékes egészségbiztosítási pénztárhoz továbbítja.
13. ↑  Kivéve azt a személyt, aki gyermekgondozási támogatás igénybevétele mellett munkát vállal és keresőképtelenségére tekintettel táppénzre vagy baleseti táppénzre jogosult.
14. ↑  Forrás: KSH